# Syllitus fulvipennis
Syllitus fulvipennis là một loài bọ cánh cứng trong họ Cerambycidae.